# Wettsteinina eliassonii
Wettsteinina eliassonii är en svampart som tillhör divisionen sporsäcksvampar, och som beskrevs av Franz Petrak. Wettsteinina eliassonii ingår i släktet Wettsteinina, klassen Dothideomycetes, divisionen sporsäcksvampar och riket svampar. Arten är reproducerande i Sverige.